# Schwedische Fußballnationalmannschaft (U-21-Männer)
Die schwedische U-21-Fußballnationalmannschaft ist eine Auswahlmannschaft schwedischer Fußballspieler. Sie unterliegt der Svenska Fotbollförbundet und repräsentiert ihn auf der U-21-Ebene, in Freundschaftsspielen gegen die Auswahlmannschaften anderer nationaler Verbände, aber auch bei der Europameisterschaft des Kontinentalverbandes UEFA. Spielberechtigt sind Spieler, die ihr 21. Lebensjahr noch nicht vollendet haben und die schwedische Staatsangehörigkeit besitzen. Bei Turnieren ist das Alter beim ersten Qualifikationsspiel maßgeblich.

## Geschichte
Die schwedische U-21 wurde 1976 gegründet. Grund dafür waren die Neuordnung und Regelung der UEFA in diesem Jahr, die die Altersbegrenzung von 23 auf 21 herab senkte. Zuvor gab es bereits eine U-23, in der die Ursprünge der heutigen U-21-Auswahl liegen.
1986 konnte sich das schwedische Team zum ersten Mal für die Endrunde bzw. das Viertelfinale der Europameisterschaft qualifizieren. Nach einem 1:1 im Hinspiel ging das Rückspiel gegen den späteren Finalisten Italien mit 1:2 verloren.
Vier Jahre später, bei der EM 1990, gelang es den Skandinaviern, das zweite Mal an einer Endrunde teilnehmen zu können. Im Viertelfinale traf die Mannschaft auf die Tschechoslowakei. Im ersten Vergleich siegte das Team mit 2:1. Beim Rückspiel im heimischen Stadion konnte die Partie klar mit 4:0 gewonnen und zum ersten Mal das Halbfinale erreicht werden. Gegner in Runde 2 wurde die Sowjetunion. Nach einem 1:1 im Hinspiel wurde der zweite Vergleich 0:2 verloren und das Finale verpasst.
Zwei Jahre später gelang den Schweden dann die Überraschung: Nachdem man sich im Viertelfinale noch glücklich durch ein 1:2 und ein 1:0 durchsetzte und nur aufgrund der Auswärtstorregel in die nächste Runde zog, wurde im Halbfinale Schottland mit einem Gesamtergebnis von 1:0 bezwungen. Im Finale trat das Team dann Italien gegenüber. Für beide wäre es der erste Titelgewinn gewesen. Das Hinspiel verloren die Nordeuropäer mit 0:2. Zwar konnte das Rückspiel mit 1:0 gewonnen werden, aber der endgültige Sieg und damit die Trophäe wurden trotzdem verpasst.
Bis 1998 musste der schwedische Verband warten, ehe die U-21-Auswahl wieder an einer Europameisterschaft teilnehmen konnte. Doch bereits im Viertelfinale war Schluss und man verlor mit 0:1 gegen die Nachbarn Norwegen. Im Spiel um Platz 5 sollte gegen Deutschland gespielt werden. Auch dieses Spiel wurde nicht gewonnen, so dass die EM 1998 als Enttäuschung angesehen wurde.
Für die U-21-Fußball-Europameisterschaft 2004 in Deutschland konnten sich die Schweden nach zwei verpassten Qualifikationen wieder qualifizieren. Zusammen mit Gastgeber Deutschland, Schweiz und Portugal wurden sie in Gruppe B gelost. Das Auftaktspiel gegen Portugal gewann die Gelb-Blauen mit 3:1. Johan Elmander leitete dabei mit seinem Doppelschlag nach einem 0:1-Rückstand die Wende ein. Am zweiten Spieltag kam es zum Aufeinandertreffen mit der U-21-Auswahl des DFB. Jon Jönsson und Johan Elmander brachten die Nordeuropäer mit 2:0 in Führung. Benjamin Auers Anschlusstreffer in 84. Minute kam zu spät, so dass auch die zweite Partie gewonnen werden konnte und auf Grund der Ergebnisse der anderen Teams bereits der Einzug ins Halbfinale perfekt gemacht wurde. Doch auch im letzten Spiel gegen die Junioren aus der Schweiz gaben sich die Schweden keine Blöße und gewannen mit 3:1. Trainer Torbjörn Nilsson gab dabei der zweiten Garnitur die Chance sich anzubieten. Markus Rosenberg, in den beiden vorherigen Spielen nur Einwechselspieler, erzielte dabei zwei Tore. Als Halbfinalgegner stand der Mannschaft am 5. Juni 2004 im Oberhausener Niederrheinstadion Serbien gegenüber. Bereits in der 36. Minute brachte Babis Stefanidis sein schwedisches Team in Führung. Erst in der Nachspielzeit des regulären Spiels konnten die Serben durch Miloš Marić ausgleichen. Am Ende musste das Elfmeterschießen entscheiden. Stefanidis, der vorher bereits in der regulären Spielzeit traf, verschoss dabei vom Elfmeterpunkt. Im Spiel um Platz 3 war Vorrundenkonkurrent Portugal zum zweiten Mal Gegner während des Turniers. Johan Elmander brachte die Schweden in Führung, ehe Hugo Viana und Jorge Ribeiro die Portugiesen zum Jubeln brachten. Kurz vor Schluss konnte Markus Rosenberg, erst in der 89. Minute eingewechselt, nochmal ausgleichen. In der Verlängerung entschied dann ein Treffer Carlitos das Spiel zu Gunsten der Südeuropäer.
Am Ende des Turniers konnte sich Johan Elmander zusammen mit dem Italiener Alberto Gilardino die Torjägerkanone des Wettbewerbs sichern.
Nach dem Turnier in Deutschland wurde die Mannschaft von Tommy Söderberg übernommen.
In der Qualifikationsgruppe zur U-21-Euro 2006 verpasste die Mannschaft die Teilnahme und musste den Mannschaften aus Kroatien und Ungarn den Vortritt lassen. Besonders bitter waren dabei zwei Niederlagen gegen Island, die dann auch das Aus bedeuteten. Gegen den zweitplatzierten der Gruppe, Ungarn, gewannen die Gelb-Blauen beide Spiele.
Da nach der EM 2006 bereits 2007 die nächste Europameisterschaft, und nicht wie üblich aller zwei Jahre, stattfinden sollte, wurde diese Qualifikation in einem Schnellverfahren ausgespielt. Angefangen mit einer Vorrunde, über eine kurze Gruppenphase mit drei Mannschaften und den Play-off-Spielen. Schweden brauchte erst in die Gruppenphase einsteigen. In der Gruppe 11 wurde ihnen Mazedonien und Dänemark zugelost. Es fand nur ein Spiel gegen jede Mannschaft statt, so dass die Teams je einmal Auswärts- und einmal Heimrecht hatten. Schweden konnte beide Spiele gewinnen und zog dadurch in die Play-offs ein, wo das Team auf Serbien traf. Das Hinspiel wurde klar mit 3:0 gewonnen, allerdings enttäuschten die Nordeuropäer beim heimischen Rückspiel und wurden durch eine 0:5-Niederlage regelrecht deklassiert.
Als Gastgeber trat die U-21-Auswahl bei der Europameisterschaft 2009 an und brauchte sich daher nicht zu qualifizieren. Als Gruppenzweiter zog die Mannschaft ins Halbfinale ein. Nachdem die englische U-21-Nationalmannschaft dort einen 3:0-Vorsprung herausspielen konnte, gelang es den Schweden mit zwei Torerfolgen des späteren Torschützenkönigs Marcus Berg und einem Treffer Ola Toivonens die Verlängerung zu erzwingen. Nachdem diese torlos geblieben war, entschied das Elfmeterschießen zugunsten der Briten.

### Teilnahme bei U-21-Europameisterschaften
| 1978                      | nicht qualifiziert |
| 1980                      | nicht qualifiziert |
| 1982                      | nicht qualifiziert |
| 1984                      | nicht qualifiziert |
| 1986                      | Viertelfinale      |
| 1988                      | nicht qualifiziert |
| 1990                      | Halbfinale         |
| 1992                      | Finale             |
| 1994 in Frankreich        | nicht qualifiziert |
| 1996 in Spanien           | nicht qualifiziert |
| 1998 in Rumänien          | nicht qualifiziert |
| 2000 in der Slowakei      | nicht qualifiziert |
| 2002 in der Schweiz       | nicht qualifiziert |
| 2004 in Deutschland       | 4. Platz           |
| 2006 in Portugal          | nicht qualifiziert |
| 2007 in den Niederlanden  | nicht qualifiziert |
| 2009 in Schweden          | Halbfinale         |
| 2011 in Dänemark          | nicht qualifiziert |
| 2013 in Israel            | nicht qualifiziert |
| 2015 in Tschechien        | Europameister      |
| 2017 in Polen             | Vorrunde           |
| 2019 in Italien           | nicht qualifiziert |
| 2021 in Slowenien/Ungarn  | nicht qualifiziert |
| 2023 in Georgien/Rumänien | nicht qualifiziert |
| 2025 in der Slowakei      | nicht qualifiziert |

## Trainer
(unvollständig)
- Torbjörn Nilsson (2002–2004)
- Tommy Söderberg (2004–2010)
- Claes Eriksson (seit 2010)

## Ehemalige und bekannte Spieler
(Auswahl)
- John Alvbåge
- Johan Dahlin
- Rasmus Elm
- Johan Elmander
- Alexander Farnerud (Ehemaliger Spieler bei VfB Stuttgart)
- Andreas Granqvist
- Samuel Holmén
- Zlatan Ibrahimović
- Mikael Ishak
- Andreas Isaksson
- Kim Källström
- Tobias Linderoth
- Daniel Majstorović (Ehemaliger Spieler bei Fortuna Köln)
- Per Nilsson (ehemaliger Spieler bei der TSG 1899 Hoffenheim, jetzt 1. FC Nürnberg)
- Markus Rosenberg (Spieler bei Werder Bremen)
- Fredrik Stenman (Ehemaliger Spieler bei Bayer 04 Leverkusen)
- Ola Toivonen
- Oscar Wendt
- Erkan Zengin
- Marcus Berg (Spieler beim Hamburger SV)
- Oscar Lewicki (Ehemaliger Jugendspieler des FC Bayern München)